# Prosopocera fryi
Prosopocera fryi är en skalbaggsart som beskrevs av Murray 1871. Prosopocera fryi ingår i släktet Prosopocera och familjen långhorningar.
Artens utbredningsområde är Nigeria. Inga underarter finns listade i Catalogue of Life.